# Final Liberation: Warhammer Epic 40,000
Warhammer Epic 40,000: Final Liberation — компьютерная игра, пошаговая стратегия, разработанная студией Holistic Design на основе настольного варгейма Warhammer 40,000 студии Games Workshop. Издана в 1997 году компанией Strategic Simulations, Inc.. Настольные игры серии Epic отличаются большей масштабностью в сравнении с основной линейкой Warhammer 40,000: в них игроку предлагается управлять не отрядами, состоящими из отдельных юнитов, а целыми армиями и фронтами, состоящими из отрядов.